# Anosia pullata
Anosia pullata är en fjärilsart som beskrevs av Butler 1866. Anosia pullata ingår i släktet Anosia och familjen praktfjärilar. Inga underarter finns listade i Catalogue of Life.